# Ghazi Chaouachi
Ghazi Chaouachi (arabe : غازي الشواشي), né le 5 février 1963 au Bardo, est un avocat et homme politique tunisien.
Élu député à l'Assemblée des représentants du peuple lors des élections législatives de 2014, il est cofondateur, membre du bureau politique et vice-secrétaire général du Courant démocrate puis secrétaire général de mars 2016 à avril 2019. En 2020, il devient ministre des Domaines de l'État et des Affaires foncières puis ministre de l'Équipement, de l'Habitat et de l'Aménagement territorial par intérim.

## Biographie

### Formation
Ghazi Chaouachi obtient son baccalauréat en lettres au lycée El Mansoura de Kairouan en 1982. Il intègre ensuite la faculté de droit et des sciences économiques de Tunis et y obtient une licence en droit en 1987. En 1988, Il obtient à la faculté de droit de Tunis son certificat d'aptitude à la profession d'avocat.

### Carrière professionnelle et politique
Cadre bancaire à Amen Bank entre 1988 et 1994, Ghazi Chaouachi devient ensuite avocat.
Membre de la Ligue tunisienne des droits de l'homme et militant de la société civile, il participe à la fondation du Courant démocrate dont il devient un membre de son bureau exécutif ; il est également le vice-secrétaire général du parti mené par Mohamed Abbou.
Lors des élections législatives de 2014, son parti l'investit comme tête de liste dans la circonscription de Ben Arous, où il obtient un siège à l'Assemblée des représentants du peuple avec 7 226 suffrages. Lors de ce scrutin, le Courant démocrate obtient un total de trois sièges. Chaouachi rejoint alors la commission de la législation générale, la commission des affaires des Tunisiens à l'étranger et la commission spéciale chargée des finances.
Le 27 mars 2016, il succède à Abbou comme secrétaire général du Courant démocrate à l'occasion de son premier congrès électoral. Le 21 avril 2019, Abbou le remplace lors du deuxième congrès national.
Lors des élections législatives de 2019, il est réélu député de la circonscription de Ben Arous. Il présente sa candidature pour le poste de président de l'Assemblée des représentants du peuple mais n'obtient que 45 voix contre 123 pour Rached Ghannouchi qui accède à la fonction,. Le 19 février 2020, il est nommé ministre des Domaines de l'État et des Affaires foncières dans le gouvernement d'Elyes Fakhfakh. Le 15 juillet 2020, il est nommé ministre de l'Équipement, de l'Habitat et de l'Aménagement territorial par intérim après le limogeage de son prédécesseur dans le cadre du limogeage collectif des ministres d'Ennahdha.
Le 4 octobre 2020, il reprend la tête du Courant démocrate après avoir été élu par le conseil national du parti. Le 12 mars 2021, il en démissionne avant de se rétracter le 28 mars.
Le 20 décembre 2022, il quitte le parti. Il est arrêté le 25 février 2023.